# Adam Hofstedt
Adam Hofstedt (* 15. Februar 2002) ist ein schwedischer Skirennläufer. Er startet hauptsächlich in den technischen Disziplinen Riesenslalom und Slalom sowie vereinzelt auch im Super-G.

## Karriere
Hofstedt stammt aus Karlstad und startet für den dortigen Skiclub. Er gab sein internationales Renndebüt am 24. November 2018 bei einem Rennend er FIS Entry League in Kåbdalis. Sein erstes internationales Großereignis bestritt er zwei Jahre später bei den Olympischen Jugend-Winterspielen in Lausanne. Dort gewann er im Super-G und im Slalom jeweils die Gold- und in der Alpinen Kombination die Bronzemedaille. In den darauffolgenden Jahren startete Hofstedt hauptsächlich bei FIS-Rennen in Schweden. Eine Ausnahme hierbei bildete der Dezember 2021, als Hofstedt an einigen Rennen des Nor-Am Cups teilnahm, wobei er den Slalom von Panorama für sich entscheiden konnte. Dies war sein erster Sieg bei einer kontinentalen Rennserie. Im März 2021 wurde Hofstedt erstmals schwedischer Meister im Slalom.
Bei den Juniorenweltmeisterschaften 2023 in St. Anton am Arlberg wurde Hofstedt hinter dem Italiener Corrado Barbera Vizeweltmeister im Slalom.
Zum Abschluss der Saison 2023/24 wurde Hofstedt schwedischer Meister im Super-G und im Slalom, zudem wurde er Vizemeister im Riesenslalom hinter Mattias Rönngren.

## Erfolge

### Europacup
- 2 Platzierungen unter den besten 15

### Juniorenweltmeisterschaften
- Bansko 2021: 10. Slalom, 17. Super-G, 26. Riesenslalom
- St. Anton 2023: 2. Slalom, 9. Riesenslalom

### Olympische Jugend-Winterspiele
- Lausanne 2020: 1. Super-G, 1. Slalom, 3. Alpine Kombination, 5. Riesenslalom, 8. Mannschaft

### Nor-Am Cup
- Ein Sieg

| Datum             | Ort      | Land   | Disziplin |
| ----------------- | -------- | ------ | --------- |
| 15. Dezember 2021 | Panorama | Kanada | Slalom    |

### South American Cup
- 2 Platzierungen unter den besten 15

### Weitere Erfolge
- Schwedischer Meister im Slalom (2021 & 2024)
- Schwedischer Meister im Super-G (2024)
- Schwedischer Vizemeister im Slalom (2022)
- Schwedischer Vizemeister im Riesenslalom (2024)
- 5 Siege bei FIS-Rennen